# Sauna finlandesa

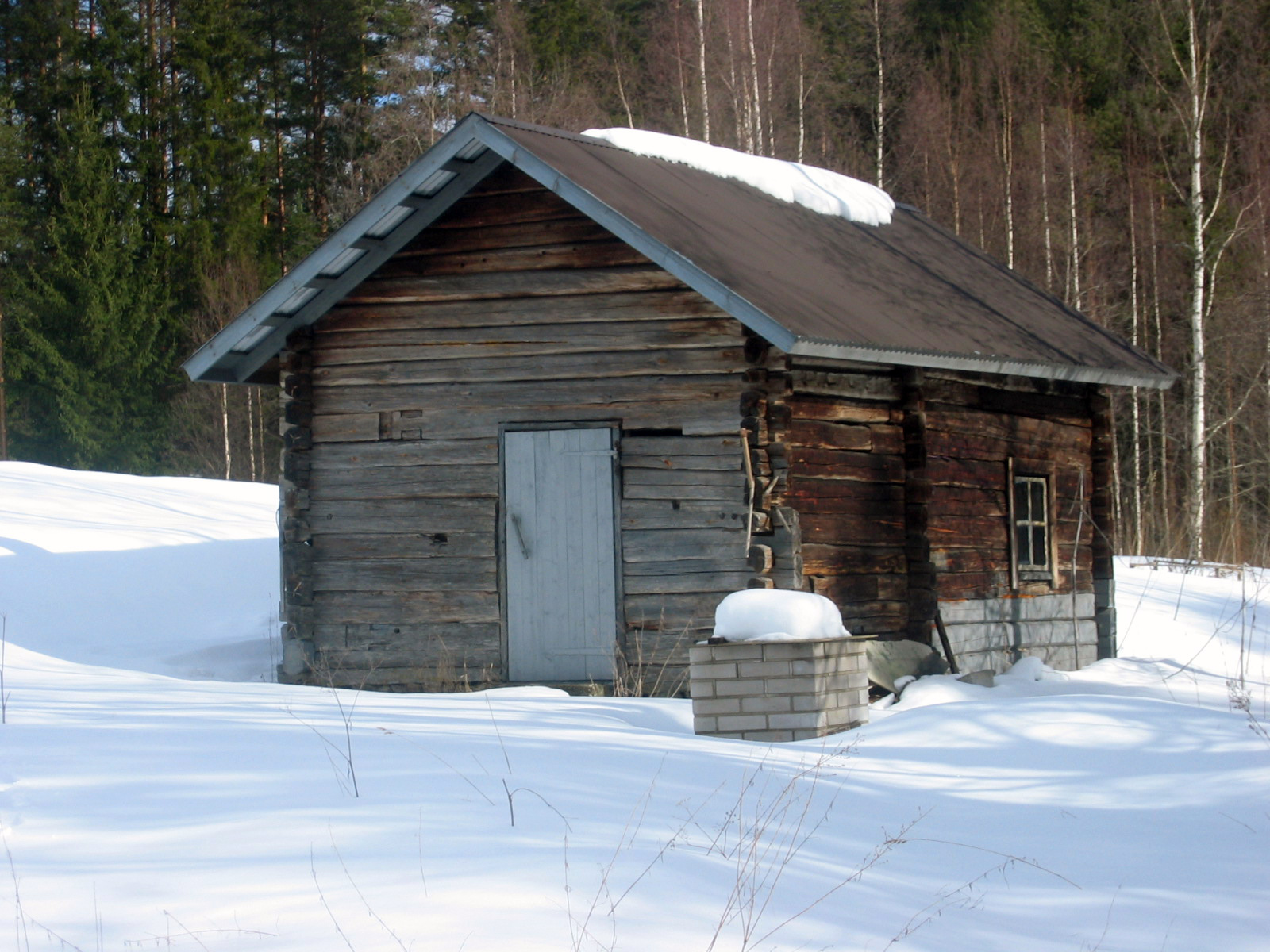
Una sauna de humo (savusauna) en Enonkoski.

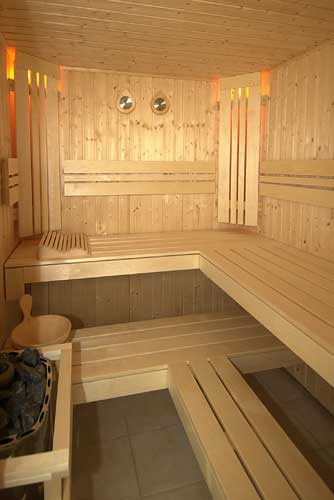
Una moderna sauna finlandesa

La sauna finlandesa es una parte sustancial de la cultura finlandesa.

## Orígenes de la sauna
La sauna finlandesa es un fenómeno antiguo y sus raíces son difíciles de encontrar, pero se cree que sus primeras versiones son del 7000 a. C. Las casas de baños se registraron en Europa durante el mismo período de tiempo, pero los hábitos de baño finlandeses estaban mal documentados durante la mayor parte de la historia. Una de las primeras menciones escritas de lo que se cree que son las costumbres de sauna de los antepasados de los finlandeses, fue escrita por el Néstor el Cronista en 1112. Él habló de “saunas calientes de madera en las que los bañistas desnudos se golpean con ramas y finalmente se vierten agua fría sobre ellos”.
Durante la Historia de Escandinavia la popularidad de las saunas se expandió a otros países porque las casas de baños europeos estaban siendo destruidas. En el momento de la Reforma, cuando en el resto del baño de Europa fue algo ordinario que las personas hacían raramente (anualmente) o nada en absoluto, finlandeses se limpiaban a sí mismos en saunas al menos una vez a la semana.
Una de las razones por las que la cultura de la sauna siempre ha florecido en Finlandia ha sido por la versatilidad de la sauna. Cuando las personas se movían, lo primero que hicieron fue construir una sauna. Los finlandeses usarían la sauna para vivir, comer, abordar cuestiones de higiene y, lo más importante, dar a luz en un entorno casi estéril. A diferencia de otros, los lugares más densamente poblados de Europa, la disponibilidad de madera necesaria para construir y calentar la sauna nunca ha sido un problema. Otra razón de su popularidad es que en un clima tan frío, la sauna permite que la gente se caliente durante al menos un corto período de tiempo. Sin embargo, es tan popular en verano como en invierno.

## Costumbres finlandesas de sauna

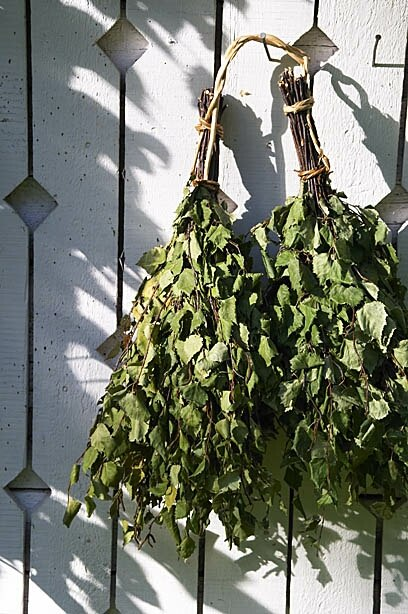
Finnish vihta (vasta en el este de Finlandia), hecho de Betula pendula. Es usado en el baño sauna tradicional para masajes y estimulación de la piel.

Las saunas son una parte integral del estilo de vida de Finlandia. Son encontradas en la costa de los numerosos lagos de Finlandia, en apartamentos privados, sedes corporativas, en el Parlamento e incluso a la profundidad de 1.400 metros (4.600 pies) en la Pyhäsalmi Mine. 
La sauna es una parte importante de la identidad nacional y quienes tienen la oportunidad suelen tomar una sauna al menos una vez por semana. El día tradicional de la sauna es el sábado. 
La tradición de la sauna es tan fuerte que cada vez que los finlandeses van al extranjero, disfrutan la oportunidad de tener una buena sauna: hasta la iglesia finlandesa en Rotherhithe, Londres, tiene su propia sauna. Los soldados finlandeses en misiones de mantenimiento de la paz son famosos por sus saunas; hasta en la misión UNMEE en Eritrea, una sauna fue uno de los primeros edificios en ser erigido. Un manual de campo militar finlandés de la Segunda Guerra Mundial establece que un descanso de ocho horas es todo lo que se requiere para que un batallón construya saunas, las caliente y se bañe en ellas. Las saunas, incluso en el ejército, son lugares estrictamente igualitarios: no se utilizan títulos ni jerarquías en la sauna.
Tomar una sauna comienza con un lavado (generalmente una ducha), luego sentándose en la sala de sauna, la habitación se calienta a 80–110 °C (176–230 °F). Se arroja agua sobre las piedras calientes que cubren las kiuas, una estufa especial utilizada para calentar la sauna. Esto produce grandes cantidades de vapor húmedo, conocido como löyly, aumentando la humedad y la temperatura aparente dentro de la sauna. Solo la palabra löyly es usada para este tipo particular de vapor (la palabra finlandesa höyry (vapor) nunca se usa, excepto en un sentido científico). Se pueden encontrar equivalentes para löyly en las lenguas finlandesas como el Karelian löyly, el Estonian leil, el Votic leülü, el lenguaje Veps l'öl 'y el Livonian löul. Su sentido original significaba “espíritu, aliento, alma” y esto todavía se ve en los Uralic languages, por ejemplo, el Udmurt lul, el Komi lol, el Mansi läl ('vida'), el Khanty lil y el húngaro lélek.
Ocasionalmente, uno usa el frondoso abedúl (Betula pendula) llamado bath broom (vasta en el este de Finlandia) para golpearse suavemente. Esto tiene un efecto relajante en los músculos y también ayuda a calmar la irritación causada por las picaduras de mosquitos. Cuando el calor comienza a ser incómodo, es costumbre irse a un lago, al mar, a una piscina, o ducharse. En invierno, rodando en la nieve o incluso nadando en un agujero cortado en el hielo del lago, un avanto, a veces se usa como sustituto. A menudo, después de la sauna, es costumbre sentarse en el vestidor o en el porche de la sauna para disfrutar de una salchicha, junto con una cerveza o refrescos
Después de enfriarse desde el primer baño, uno regresa al cuarto caliente y comienza el proceso nuevamente. El número y la duración de los procesos de enfriamiento de la sala de calor varía de persona a persona según las preferencias personales. Por lo general, uno toma al menos dos o tres ciclos, con una duración de entre 30 minutos y dos horas. En las casas de verano de Finlandia, el baño puede durar hasta empezar la noche. Esto es sobre todo en verano cuando prácticamente no hay oscuridad por la noche. La sesión de sauna en sí se completa con un lavado completo. 
Para alguien criado en Finlandia, las reglas son instintivas pero son difíciles de expresar con palabras. Dependiendo del tamaño, composición, relaciones y la edad del grupo, pueden surgir tres patrones básicos: todos pueden ir a la sauna al mismo tiempo, los hombres y las mujeres pueden usar una sauna por separado, o cada familia puede ir a la sauna por separado. Las saunas mixtas con miembros no familiares son más comunes entre los adultos más jóvenes y son bastante raras para las personas mayores o en ocasiones más formales. Es común que los adolescentes dejen de ir a la sauna con sus padres en algún momento.
No se puede usar ropa en la sala caliente, aunque es aceptable sentarse en una toalla pequeña o pefletti (enlace roto disponible en Internet Archive; véase el historial, la primera versión y la última)., un pañuelo desechable diseñado para soportar el calor y la humedad (puede ser obligatorio en una sauna pública, como en una piscina pública). Mientras se refresca, es común ponerse una toalla alrededor del cuerpo. Aunque las saunas mixtas son bastante comunes, para un finlandés típico, la sauna es, con pocas excepciones, un lugar estrictamente no sexual. En Finlandia, una "sauna" significa solo una sauna, no un burdel, ni un club de sexo o tal. En las saunas públicas, los trajes de baño están prohibidos en la sala caliente por razones de salud: en muchas piscinas cubiertas, se le echa cloro al agua por razones de higiene; si los trajes de baño que se usan en esa agua se llevan al cuarto caliente, el cloro se vaporizará y causará problemas respiratorios a las personas con asma o con alergias.
En casas particulares o residencias de verano, la sauna generalmente se calienta para honrar al huésped y negarse puede ser más difícil. Sin embargo, los finlandeses generalmente no se ofenden mucho si sus invitados se niegan. Esto es particularmente común si ir a la sauna requeriría mucho esfuerzo por parte del huésped (como volver a aplicar maquillaje complejo después), socialmente inconveniente (sentirse incómodo con la desnudez y / o una sauna de distinto sexo), o de otra manera inconveniente (si el huésped no tiene que cambiarse de ropa o si la sauna se llevará a cabo a altas horas de la noche, etc.)

## Tipos de sauna

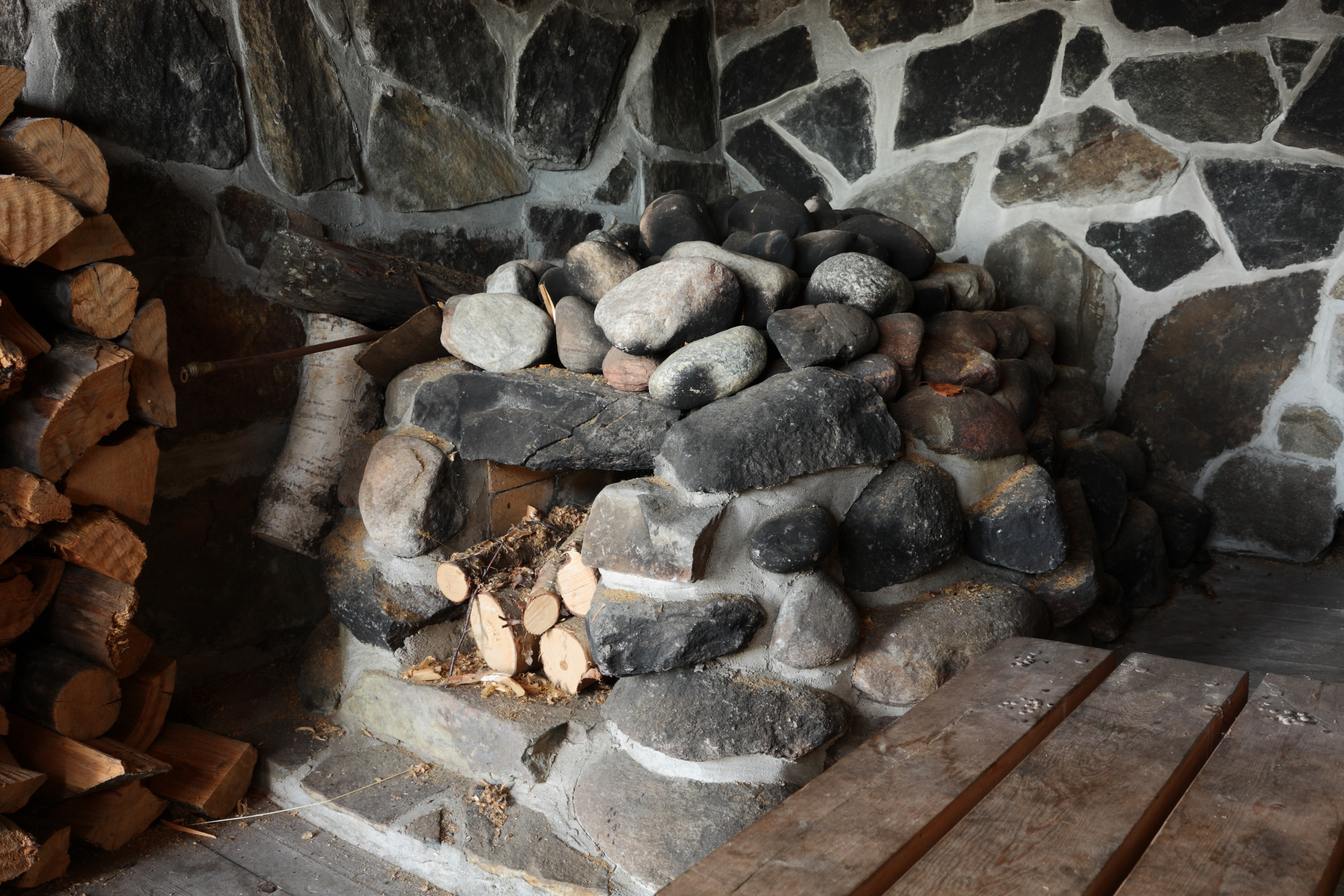
Interior de una sauna de humo en Utsjoki, Finlandia

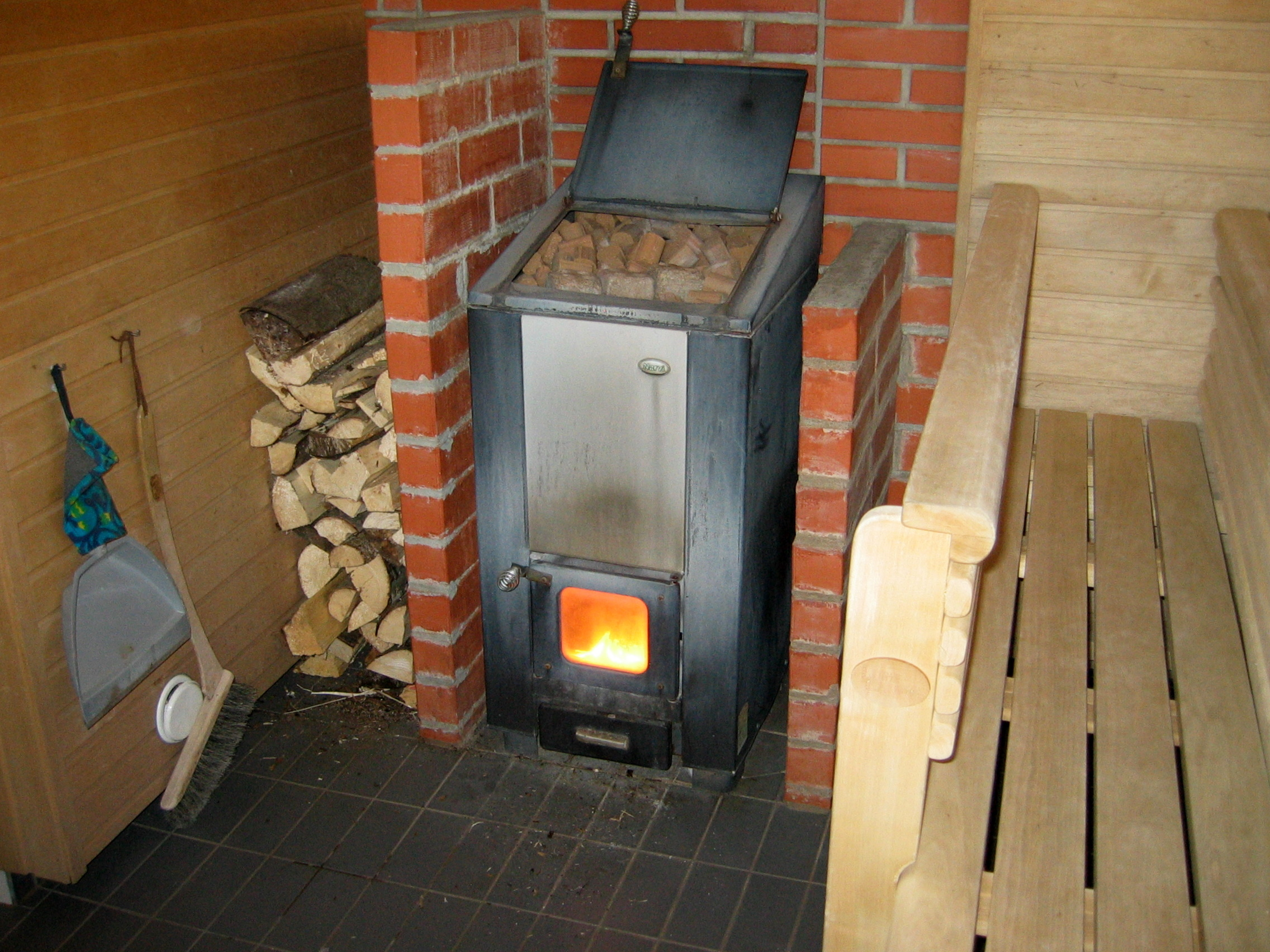
Sauna de estufa de leña

Se pueden encontrar muchos tipos diferentes de sauna en Finlandia. Se pueden clasificar por el edificio de la sauna o por el tipo de estufa que utiliza.
La división principal de las saunas está entre estufas calentadas una vez y calentadas continuamente. Todas las saunas de humo se calientan una vez, pero también hay otro tipo de hornos que alguna vez se calentaron.
Una vez calentadas, las estufas tienen una mayor cantidad de piedras que se calientan antes del baño. Esto se puede hacer quemando madera, con o sin chimenea, aceite, pellets de madera o gas natural. Las estufas calentadas continuamente tienen una menor cantidad de piedras que se calientan durante el baño. El calentamiento se puede hacer quemando madera, petróleo o gas natural, o eléctricamente.
La temperatura en las saunas finlandesas es de 60 a 100 °C (140 a 212 °F), generalmente 70–80 °C (158–176 °F), y se mantiene claramente por encima del punto de rocío a pesar de la vaporización del agua löyly, para que no se produzca esa condensación visible de vapor como en una sauna turca.

### Sauna de humo
La savusauna (sauna de humo) es un tipo especial de sauna sin chimenea. La madera se quema en una estufa particularmente grande y el humo llena la habitación. Cuando la sauna está lo suficientemente caliente, se apaga el fuego y se expulsa el humo. El calor residual de la estufa es suficiente para la duración de la sauna. Esto representa el tipo ancestral de sauna, ya que las chimeneas son una adición posterior. Las saunas de humo han experimentado un gran renacimiento en los últimos años, ya que los conocedores las consideran superiores. Sin embargo, no es probable que reemplacen todas o incluso la mayoría de las saunas regulares porque se necesita más habilidad, esfuerzo y tiempo (generalmente la mayor parte del día) para el proceso de calentamiento.
Las saunas de humo no solo existen en Finlandia sino también en Estonia, Letonia y Lituania. Se consideran baratos, fáciles de construir y duraderos (si se toman medidas de prevención de incendios mientras se construye la sauna). La longevidad está garantizada por las características desinfectantes del humo. Una curiosidad específica y rara vez vista es el uso de un quemador de pellets de madera para calentar una estufa de sauna de humo, típicamente el quemador real instalado en una habitación adyacente a la sala de sauna real y las kiuas. Luego se usa un quemador de pellets de madera, bastante similar a un quemador de aceite, para calentar una estufa de sauna de humo, prácticamente una gran pila de rocas. Como el proceso de combustión es mucho más limpio que con una estufa de humo convencional, el aroma del humo es mucho menos punzante y calmante, mientras que la humedad producida por la combustión de los pellets hace que el aire sea más agradable que con las estufas calentadas continuamente.

### Sauna de estufa de leña
La sauna de estufa de leña es el tipo de sauna más común fuera de las áreas de la ciudad, donde la sauna eléctrica es más común. La estufa de metal con piedras en la parte superior (kiuas) se calienta con fuego de leña de abedul, y esto calienta la sala de sauna a la temperatura requerida. Si no hay madera de abedul disponible, cualquier otra madera servirá, pero se prefiere la madera de abedul bien seca debido a su buena calidad y olor, y a su quemadura duradera. Lo importante es tener un buen löyly, es decir, cuando las piedras están lo suficientemente calientes como para evaporar el agua que se les arroja al vapor que llega a los bañistas. El bañista en cada tipo de sauna se sienta en un banco alto cerca del techo donde el vapor caliente los alcanza rápidamente.

### Sauna eléctrica
En los apartamentos de la ciudad, y en la mayoría de las saunas públicas, se utiliza una estufa de sauna eléctrica (kiuas), ya que no requiere leña para quemar. Son muy simples de preparar, sólo basta con presionar un botón. Por lo general, tienen piedras para retener el calor, como su sauna de humo y sus contrapartes de la estufa de leña, pero a veces incluso se usa una gran losa de piedra para hacer el mismo efecto al arrojarle agua. La mayoría de los edificios de apartamentos en Finlandia incluyen al menos este tipo de sauna, o hay uno para el uso de los ocupantes de un edificio, con horas dedicadas para el uso de la sauna comunitaria para hombres y mujeres, y horarios especiales para aquellos que han solicitado horas específicas del apartamento. La mayoría de los finlandeses prefieren una sauna con estufa de leña a una sauna eléctrica.

### Saunas móviles
Los Scouts y otras organizaciones juveniles a menudo tienen carpas de saunas portátiles. Las saunas se han incorporado a automóviles, autobuses, remolques de automóviles, remolques de tractores o incluso bicicletas y botes. En Finlandia, hay empresas que alquilan saunas móviles, y un evento anual de sauna móvil en Teuva.